# Giovanni Giacomo Coleti
Giovanni Giacomo Coleti (Venecia, 2 de mayo de 1734-Venecia, 15 de agosto de 1827) fue un jesuita, historiador y erudito italiano.

## Biografía
Nacido en una conocida familia de tipógrafos, editores y literatos, era hermano de Giandomenico. Acabados sus estudios, enseñó (1768) en Padua, y luego trabajó con Daniele Farlati en la monumental historia de los eslavos meridionales, Illyricum sacrum. Tras la supresión de la Compañía de Jesús (1773) vivió en su casa paterna de Venecia, dedicado a la actividad histórica, literaria y pastoral.
En 1775 publicó el volumen quinto de Illyricum sacrum, que Farlati había preparado. Siguiendo la idea fundamental de éste, continuó el trabajo: el sexto volumen trataba de la Iglesia en Dubrovnik (Croacia), sus sufragáneas, y de Kotor (Montenegro); el séptimo, sobre las diócesis de Albania, la antigua Sirmia (hoy Srijem) y Panonia; el octavo, sobre los obispados de Bulgaria, Macedonia y Serbia; el noveno y último, con adiciones y correcciones, fue publicado (1909) por Frane Bulić.
No continuó simplemente la obra de Farlati, sino que fue un historiador independiente, que completó el material dejado Filippo Riceputi y Farlati, añadiendo otras fuentes importantes y, aunque estimaba mucho a sus predecesores, fue crítico con el trabajo de éstos. Su actividad erudita y literaria se extendió también a la patrística: cooperó con su hermano Giandomenico en la edición de las obras del obispo Lucifer de Cagliari (1778), con Stefano Antonio Morcelli en la del comentario griego del Libro del Eclesiastés de Gregorio de Agrigento. Publicó la obra Dissertazioni sugli antichi pedagoghi, en la que, tras los principios de la Diatriba de Claudianus, demostró su dominio del método histórico y gran conocimiento de la antigüedad clásica. Su De situ Stridonis levantó una polémica que duró decenios. Siguiendo la tesis de Josip Bedeković, sostuvo que san Jerónimo nació en Štrigovec (antigua Stridone), ciudad de la condado de Međimurje en Croacia. Asimismo, corrigió y aumentó el Martyrologium illyricum de Riceputi y Farlati.
De sus varios discursos, meditaciones y biografías, algunas se publicaron póstumamente. Sus contemporáneos lo estimaron no sólo por su erudición y talento, sino también por sus numerosos sermones y ejercicios espirituales dados al clero y a religiosas, y por su carisma como consejero y guía espiritual.

## Obras
- Luciferi Episcopi Calaritani opera omnia... (Venecia, 1778).
- Gregorii Agrigentini Episcopi libri X explanationis ecclesiasticae [con S. Morcelli] (Venecia, 1791).
- Dissertazioni sugli antichi pedagoghi (Venecia, 1780).
- De situ Stridonis urbis natalis sancti Hiernonymi (Venecia, 1784).
- Illyricum sacrum, v. 6-9 (Venecia, 1800-1819).
- Martyrologium illyricum (Venecia, 1818).
- Accessiones et correctiones ad lllyricum sacrum, ed. F. Bulić (Split, 1909).